# L'inquieta Moana
L'inquieta Moana è un film softcore del 1993 diretto da Mario Bianchi (con lo pseudonimo Jim Reynolds).

## Trama
La prima parte del filmato racconta le vicissitudini di Sofia, impegnata ad addestrare un team di ragazzi e ragazze allenato per eludere, per loschi fini, le guardie della Torre di Londra (i cosiddetti “Beefeaters”). Sofia non ci pensa due volte e decide di adottare come strategia il sesso. Insegnerà, infatti, al team come distrarre le impassibili guardie con malizia erotica. Il montaggio prosegue e vediamo scene tratte dal film Diva Futura - L’avventura dell’amore (1989), dove Moana si presta ad un eccitante servizio fotografico con l'amica Eva; la giunonica Eva si concede a quattro stranieri conosciuti in piscina; Moana si esibisce con la canzone Impulsi di sesso; sempre Moana si concede ad un ragazzo di colore conosciuto in discoteca; La giovane Petra intrattiene degli spettatori con uno spogliarello; Eva balla in pista con due uomini facoltosi.
Le ultime sequenze sono tratte da I vizi transessuali di Moana (1989). Dopo aver ricevuto l'incarico di ritrovare un importante microfilm scomparso, Moana conosce il ragazzo con cui dovrà eseguire le indagini che si rivelerà, tuttavia, abbastanza goffo ed impreparato. Il ragazzo si reca da solo in un parco per adescare con falsa amicizia una ragazza, al fine di impossessarsi del microfilm. I due hanno un rapporto sessuale. In alternato, in casa di Moana si introduce (in cerca di prove) Sean: un ragazzo che, per conto suo, sta cercando il microfilm per ricevere così la generosa ricompensa. Moana lo scopre e lo costringe a spogliarsi per esaminarlo. In questa versione, il montaggio termina in questo punto, realizzando così un finale sconclusionato e illogico. Nella pellicola originale, invece, la scena è posizionata alla fine del primo tempo e i due hanno un rapporto sessuale.

## Descrizione
L'inquieta Moana è un'antologia a destinazione home video del 1993, che raggruppa spezzoni estratti principalmente dal film Una calda femmina da letto (1989) regia di Mario Bianchi. Verso la fine del filmato vengono introdotte anche scene dal film Diva Futura (1989) regia di Arduino Sacco e Ilona Staller nonché raccordi narrativi estratti dalla pellicola I vizi transessuali di Moana (1989), sempre diretto da Bianchi. Essendo ideato come “softcore” (erotico), le scene inserite presentano solo dialoghi e gli atti sessuali vengono prontamente interrotti quando si spingono nella vera pornografia. Il montaggio è stato realizzato dalla Avo Film di Milano in contemporanea con altri 4 prodotti dello stesso tipo : Voglia di Moana (1989), I vizi di Moana (1990), Sognando Moana (1992) e Moana e le altre - Amore dal vivo (1993).